# Tachyphonus rufus
A Tachyphonus rufus a madarak osztályának verébalakúak (Passeriformes) rendjébe és a tangarafélék (Thraupidae) családjába tartozó faj.

## Rendszerezése
A fajt Pieter Boddaert holland orvos, biológus és ornitológus írta le 1783-ban, a Tangara nembe Tangara rufa néven.

## Előfordulása
Costa Rica, Panama, Argentína, Bolívia, Brazília, Ecuador, Francia Guyana, Guyana, Kolumbia, Paraguay, Peru, Suriname, Trinidad és Tobago, valamint Venezuela területén honos.
Természetes élőhelyei a szubtrópusi és trópusi síkvidéki esőerdők, száraz erdők, szavannák, és cserjések, valamint szántóföldek, másodlagos erdők. Állandó nem vonuló faj.

## Megjelenése
Testhossza 17 centiméter.
|  |  |

## Természetvédelmi helyzete
Az elterjedési területe rendkívül nagy, egyedszáma pedig stabil. A Természetvédelmi Világszövetség Vörös listáján nem fenyegetett fajként szerepel.